# Alto de la Estancia
Alto de la Estancia est une localité de la province de Coclé, au Panama.